# エラ・パーネル
エラ・パーネル（Ella Purnell、1996年9月17日 - ）は、イギリスの女優。

## 略歴
ロンドン出身。今も実母と共にロンドンで暮らしている。実の父と母との間に三人の弟がいる。イギリスの公立学校に通い、毎週演劇の学校にも通っていた。
2008年に何百人もの子役のからミュージカル『オリバー!』の役に抜擢された。彼女はこの劇に出演し続けた数少ない子役の一人である。降板にあたり、カズオ・イシグロの小説『わたしを離さないで』に基づくマーク・ロマネクの同名映画にてキーラ・ナイトレイ演ずるルースの幼少期を演じることが決まる。
その後、2010年の夏にイギリスとマドリードで撮影された映画『イントルーダーズ』に出演し、主演の娘を演じる。2013年の映画『キック・アス/ジャスティス・フォーエバー』ではドルチェ (Dolce) 役として、クロエ・グレース・モレッツと共演。2014年の映画『マレフィセント』では、アンジェリーナ・ジョリー演じるマレフィセントの10代からの様子を演じる。（実際にはこの映画にエラはほとんど出演していない。幼少期のマレフィセントは、ほとんどをイソベル・モロイが演じている。）
2016年公開のティム・バートンの映画『ミス・ペレグリンと奇妙なこどもたち』ではエマ・ブルーム役を演じた。

## 主な出演

### 映画
| 年   | 題名                                                                           | 役名                     | 備考                  |
| ---- | ------------------------------------------------------------------------------ | ------------------------ | --------------------- |
| 2010 | わたしを離さないで Never Let Me Go                                             | 子供時代のルース         |                       |
| 2010 | Ways to Live Forever                                                           | Kayleigh                 |                       |
| 2011 | Candy                                                                          | Candy                    | BBC HD short          |
| 2011 | イントルーダーズ intruders                                                     | ミア                     |                       |
| 2013 | WildLike                                                                       | MacKenzie                |                       |
| 2013 | キック・アス/ジャスティス・フォーエバー Kick-Ass 2                             | Dolce                    |                       |
| 2014 | マレフィセント Maleficent                                                      | 子どものマレフィセント   |                       |
| 2015 | Cyberbully                                                                     | Megan                    | テレビ映画            |
| 2016 | ミス・ペレグリンと奇妙なこどもたち Miss Peregrine's Home for Peculiar Children | エマ・ブルーム           | 日本公開は2017年2月   |
| 2016 | ターザン:REBORN Tarzan                                                         | 若いころのジェーン       |                       |
| 2017 | チャーチル ノルマンディーの決断 Churchill                                      | ミス・ヘレン・ギャレット |                       |
| 2021 | アーミー・オブ・ザ・デッド Army of The Dead                                    | ケイト・ウォード         | Netflixオリジナル映画 |

### テレビドラマ
※主演は太字表記。
| 年   | 題名                           | 役名     | 備考                         |
| ---- | ------------------------------ | -------- | ---------------------------- |
| 2024 | Fallout/フォールアウト Fallout | ルーシー | Amazon Primeオリジナルドラマ |
| TBA  | Sweetpea                       | TBA      |                              |

### テレビアニメ
| 公開年    | 邦題 原題          | 役名 | 備考     |
| --------- | ------------------ | ---- | -------- |
| 2021-2022 | Star Trek: Prodigy | Gwyn | 声の出演 |